# Űrrepülési rekordok listája
Az űrrepülési rekordok, vagy elsőségek alatt azokat a teljesítményeket értjük, amelyek során valamilyen műveletet, vagy cél először végzett el egy-egy űrhajó, űrszonda, vagy annak bármilyen utasa, illetve ugyanazon teljesítménynek leghosszabb, legtávolibb, leggyorsabb stb. teljesítését jelenti. Az űrrepülések lényegében az űrkorszak kezdetétől több ágra oszlanak, úgy mint emberekkel végzett űrrepülések, automata műholdak, vagy űrszondák útjai, vagy állatkísérletek űrrepülései, amelyeket külön szekciókban említünk a cikkben. Ezen elsőségek nagy többsége az űrrepülések hajnaláról valók, amikor egyáltalán magának az űrrepüléseknek a megvalósíthatóságáról döntöttek az egyes űrkísérletek.
Az a kifejezés, hogy elsőség az űrrepülésekben egy, a repülőgépes repülésekben megjelenő tradícióban ered, bár ezek propagandacélból való jegyzése és széleskörű, hírként való terjesztése a hidegháború és annak űrverseny nevű fejezetéhez köthető az első két űrhatalom, az Amerikai Egyesült Államok és a Szovjetunió között. Az 1950-es és 1960-as évek során a két szuperhatalom tekintette egyfajta propagandaháborús terepnek, ha az egyébként technikailag mindenek felett álló hi-tech űrrepülések során valamit a másik előtt tud véghezvinni, ezzel a saját felsőbbrendűségét hirdetve. Így a Szovjetunió elsőként bocsátotta fel a Szputnyik–1 műholdat, az első ember alkotta tárgyat a világűrbe, majd az első ember, Jurij Gagarin felbocsátása is az ő nevükhöz fűződött a Vosztok–1-en. Az inkább csak politikai nyilatkozatokban létező verseny miatt az Egyesült Államok sorban válaszolt a maga ugyanilyen tematikájú repüléseivel, majd szép lassan sikerült átvennie az elsőségek teljesítését, amely végül az Apollo–11 Holdon való leszállásában és Neil Armstrong első emberkénti Holdra lépésében kulminálódott.

## A legelső emberekkel végzett űrrepülés elsőségek szuborbitális és orbitális pályán
| Ország      | Repülés                        | Legénység                                                      | Űrhajó               | Hordozórakéta                  | Dátum             | Típus     |
| ----------- | ------------------------------ | -------------------------------------------------------------- | -------------------- | ------------------------------ | ----------------- | --------- |
| Szovjetunió | Vosztok–1                      | Jurij Gagarin                                                  | Vosztok 3KA          | Vosztok-K                      | 1961. április 12  | Orbitális |
| USA         | Mercury–Redstone–3 (Freedom 7) | Alan Shepard                                                   | Mercury űrhajó No.7  | Mercury-Redstone hordozórakéta | 1961. május 5.    | Űrugrás   |
| USA         | Mercury–Atlas–6 (Friendship 7) | John Glenn                                                     | Mercury űrhajó No.13 | Atlas LV-3B                    | 1962. február 20. | Orbitális |
| Szovjetunió | Szojuz–18A                     | Vaszilíj Lazarev, Oleg Makarov                                 | Szojuz 7K–T          | Szojuz 11A511U                 | 1975. április 5.  | űrugrás   |
| Oroszország | Szojuz TM–14                   | Alekszandr Viktorenko, Alekszandr Kaleri, Klaus-Dietrich Flade | Szojuz TM            | Szojuz-U2                      | 1992. március 17. | Orbitális |
| Kína        | Sencsou–5                      | Jang Li-vej                                                    | Sencsou űrhajó       | CZ–2F                          | 2003. október 15. | Orbitális |
| Oroszország | Szojuz–MSZ-10                  | Alekszej Ovcsinyin, Nick Hague                                 | Szojuz-MSZ           | Szojuz–FG                      | 2018. október 11. | űrugrás   |

## Emberrel végzett űrrepülések elsőségei és rekordjai
Megjegyzés: a különböző országokban különbözőképpen értelmezik a világűr határát és így a világűr elérését. Alábbi felsorolásban a világűr határának tudományos meghatározásából és a Kármán-vonal átlépéséből indultunk ki és így csak azok a teljesítmények szerepelnek az alábbi felsorolásban amelyek ezt a kritériumot teljesítik, míg azok nem, amelyek más országokban elfogadottak ilyenként (pl. az USA-ban az 50 mérföld – kb. 80 km –)
| Elsőség | Személy(ek) | Repülés                                                                           | Ország                                                     | Dátum                                                                       |
| --- | --- | --------------------------------------------------------------------------------- | ---------------------------------------------------------- | --------------------------------------------------------------------------- |
| - Ember először éri el a világűrt - Ember orbitális Föld körüli pályán | Jurij Gagarin | Vosztok–1                                                                         | Szovjetunió                                                | 1961. április 12.                                                           |
| - Ember által végrehajtott űrugrás - Ember által végrehajtott vízreszállás) - Ember először kormányozza (részben) manuálisan az űrhajóját.                                         | Alan Shepard | Mercury–Redstone–3 Freedom–7                                                      | USA                                                        | 1961. május 5.                                                              |
| - Ember 24 órát meghaladó űrrepülésen - Több Föld körüli keringés ugyanazon az űrrepülésen                                                                                         | German Tyitov | Vosztok–2                                                                         | Szovjetunió                                                | 1961. augusztus 6. – augusztus 7.                                           |
| - Csoportos repülés - Egymáshoz közeli pálya - Űrhajó és űrhajó közötti kommunikáció                                                                                               | Andrijan Nyikolajev\| Pavel Popovics | Vosztok–3 Vosztok–4                                                               | Szovjetunió                                                | 1962. augusztus 12. – 1962. augusztus 15.                                   |
| - Nő a világűrben - Civil űrhajós a világúrben orbitális pályán (legalábbis a kivalaszátásakor)                                                                                    | Valentyina Tyereskova | Vosztok–6                                                                         | Szovjetunió                                                | 1963. június 16. – 1963. június 19.                                         |
| - Három személyes repülés ugyanazon űrhajóval - Embervezette űrrepülés űrruha nélkül                                                                                               | Vlagyimir Komarov Konsztantyin Feoktyisztov Borisz Jegorov | Voszhod–1                                                                         | Szovjetunió                                                | 1964. október 12. – 1964. október 13.                                       |
| Űrséta | Alekszej Leonov | Voszhod–2                                                                         | Szovjetunió                                                | 1965. március 18.                                                           |
| Orbitalis maöverezés (pályaváltoztatás) | Gus Grissom John Young | Gemini–3                                                                          | USA                                                        | 1965. március 23.                                                           |
| Űrhajós, aki először vesz részt két orbitális űrrepülésen | Gordon Cooper | Faith 7 Gemini–5                                                                  | USA                                                        | 1963. május 15. – 1963. május 16. 1965. augusztus 21. – 1965. augusztus 29. |
| Űrhajósok, aki 1 hetet meghaladó időtartamot töltenek az űrben | Gordon Cooper Pete Conrad | Gemini–5                                                                          | USA                                                        | 1965. augusztus 21. – 1965. augusztus 29.                                   |
| - Űrrandevú (orbitális manőverek és kötelékrepülés két közel egymáshoz haladó űreszköz között) - Négy ember egyszerre a világűrben                                                 | Frank Borman, Jim Lovell Walter Schirra, Thomas Stafford | Gemini–7 Gemini–6A                                                                | USA                                                        | 1965. december 15. – 1965. december 16.                                     |
| Civil űrhajós a világűrben (a repülés idejében is civil) | Neil Armstrong | Gemini–8                                                                          | USA                                                        | 1968. március 16. – 1966. március 17.                                       |
| Két űrhajó összekapcsolása | Neil Armstrong David Scott | Gemini–8 és Agena                                                                 | USA                                                        | 1966. március 16.                                                           |
| Többszörös (kettős) űrrandevú (az Agena–10-zel, aztán az Agena–8-cal) | John W. Young Michael Collins | Gemini–10                                                                         | USA                                                        | 1966. július 19. és 1966. július 20.                                        |
| Űrhajósok átlépik az 1.000 km-es magasságot a Föld felett | Pete Conrad Dick Gordon | Gemini–11                                                                         | USA                                                        | 1966. szeptember 12. és 1966. szeptember 15.                                |
| Halál egy űrrepülésen(leszállás közben) | Vlagyimir Komarov | Szojuz–1                                                                          | Szovjetunió                                                | 1967. április 23. – 1967. április 24.                                       |
| - Egy űrhajós, aki harmadik űrrepülését is teljesíti - Űrhajós, aki három különböző típusú űrhajóval is repül                                                                      | Walter Schirra | Mercury–Atlas–8 Gemini–6A Apollo–7                                                | USA                                                        | 1968. október 22.                                                           |
| - Űrhajósok elhagyják az alacsony Föld körüli pályát (LEO – low earth orbit) - Űrhajósok átlépnek egy másik égitest gravitációs mezejébe - Űrhajósok Hold körüli keringésbe állnak | Bill Anders Jim Lovell Frank Borman | Apollo–8                                                                          | USA                                                        | 1968. december 24. – 1968. december 25.                                     |
| - Két űrhajó dokkolása mindkettőn űrhajósokkal - Kettős űrséta - Személyzetcsere űrhajók között (Hrunov és Jeliszejev között)                                                      | Vlagyimir Satalov Borisz Volinov Alekszej Jeliszejev Jevgenyij Hrunov | Szojuz–4 és Szojuz–5                                                              | Szovjetunió                                                | 1969. január 16.                                                            |
| Egyedülrepülés Hold körüli pályán | John Young | Apollo–10                                                                         | USA                                                        | 1969. május 22.                                                             |
| - Holdraszállás - Űrhajón kívüli tevékenység egy másik égitesten (holdséta) | Neil Armstrong Buzz Aldrin | Apollo–11                                                                         | USA                                                        | 1969. július 20.                                                            |
| Egyszerre öt űrhajós a világűrben | Georgij Sonyin, Valerij Kubaszov Anatolij Filipcsenko, Vlagyiszlav Volkov, Viktor Gorbatko | Szojuz–6 Szojuz–7                                                                 | Szovjetunió                                                | 1969. október 12. – 1969. október 13.                                       |
| - Három űrhajó az űrben egyszerre - Hét űrhajós egyszerre az űrben | Sonyin, Kubaszov Filipcsenko, Volkov, Gorbatko Vlagyimir Satalov, Alekszej Jeliszejev | Szojuz–6 Szojuz–7 Szojuz–8                                                        | Szovjetunió                                                | 1969. október 13. – 1969. október 16.                                       |
| Az első űrhajós, aki négy űrrepülést teljesített | Jim Lovell | Gemini–7 Gemini–12 Apollo–8 Apollo–13                                             | USA                                                        | 1970. április 17.                                                           |
| - Az első űrhajós, aki két holdrepülést teljesített - Az első űrhajós, aki kétszer is elhagyta az alacsony Föld körüli pályát                                                      | Jim Lovell | Apollo–8 Apollo–13                                                                | USA                                                        | 1970. április 11. – 1970. április 17.                                       |
| - Az első emberek, aki a szabad visszatérés pályáján megkerültek egy másik égitestet - A Földtől legnagyobb távolságig elrepülő űrhajósok                                          | Jim Lovell Jack Swigert Fred Haise | Apollo–13                                                                         | USA                                                        | 1970. április 11. – 1970. április 17.                                       |
| - Az először az űrben két teljes hetet eltöltő űrhajósok - Az első éjszakai start                                                                                                  | Andrijan Nyikolajev Vitalij Szevasztyjanov | Szojuz–9                                                                          | Szovjetunió                                                | 1970. június 1. – 1970. június 19.                                          |
| Űrhajósok először kerülnek látótávolságon kívül űrsétájuk során az űrhajójuktól | Alan Shepard Edgar Mitchell | Apollo–14                                                                         | USA                                                        | 1971. február 6.                                                            |
| - Dokkolás egy űrállomással - Éjszakai leszállás a Földön | Vlagyimir Satalov Alekszej Jeliszejev Nyikolaj Rukavisnyikov | Szojuz–10 Szaljut–1                                                               | Szovjetunió                                                | 1971. április 22. – 1971. április 24.                                       |
| - Az első űrállomás személyzettel - Az első haláleset az űrben | Georgij Dobrovolszki Viktor Pacajev Vlagyiszlav Volkov | Szojuz–11 Szaljut–1                                                               | Szovjetunió                                                | 1971. június 7. – 1971. június 29.                                          |
| Az első jármű használata egy másik égitesten < | Dave Scott Jim Irwin | Apollo–15                                                                         | USA                                                        | 1971. július 31. – 1971. augusztus 2.                                       |
| Űrséta a Föld körüli pályán túli űrben (a Holdról hazatéróben) | Al Worden | Apollo–15                                                                         | USA                                                        | 1971. augusztus 5.                                                          |
| Az első ember, aki kétszer repült Hold körüli pályán (két különböző holdexpedíción)                                                                                                | John Young | Apollo–10 Apollo–16                                                               | USA                                                        | 1972. április 16. – 1972. április 27.                                       |
| Űrhajósok először lépik át a négy hét időtartamot | Pete Conrad Joe Kerwin Paul Weitz | Skylab–2                                                                          | USA                                                        | 1973. május 25. – 1973. június 22.                                          |
| Űrhajósok először lépik át a nyolc hét időtartamot | Alan Bean Jack Lousma Owen Garriott | Skylab–3                                                                          | USA                                                        | 1973. július 28. – 1973. szeptember 25.                                     |
| Űrhajósok először lépik át a 12 hét időtartamot | Gerald Carr William Pogue Edward Gibson | Skylab–4                                                                          | USA                                                        | 1973. november 16. – 1973. február 8.                                       |
| - Felszállás közben megszakított repülés (kb. 145 km magasan) - Kényszerleszállás kb. 21g lassulás mellett)                                                                        | Vaszilij Lazarev, Oleg Makarov | Szojuz–18A                                                                        | Szovjetunió                                                | 1975. április 5.                                                            |
| Nemzetközi személyzet vezette űrhajók összekapcsolódása | Tom Stafford, Vance Brand, Deke Slayton – USA Alekszej Leonov, Valerij Kubaszov – Szovjetunió | Apollo CSM, Szojuz–19                                                             | USA Szovjetunió                                            | 1975. július 17.                                                            |
| Az első látogató űrhajósok egy lakott űrállomáson | Vlagyimir Dzsanyibekov, Oleg Makarov | Szojuz–27 látogatóűrhajó a Salyut 6 1. állandó legénységnél                       | Szovjetunió                                                | 1978. január 10. – 1978. január 16.                                         |
| Űrhajósok először lépik át a 19 hét (4 hónap) időtartamot | Vlagyimir Kovaljonok, Alekszandr Ivancsenkov | Szaljut–6, Szojuz–29-Szojuz–31                                                    | Szovjetunió                                                | 1978. június 15. – 1978. november 2.                                        |
| Űrhajósok először lépik át a 26 hét (6 hónap) időtartamot | Leonyid Popov, Valerij Rjumin | Szaljut–6, Szojuz–35-Szojuz–37                                                    | Szovjetunió                                                | 1980. április 9. – 1980. október 11.                                        |
| - Az első űrrepülés egy szárnyakkal felszerelt, többször felhasználható űrhajóval - Az első és egyetlen éles repülés egy rakétával, amelynek nem volt korábban tesztrepülése       | John Young Robert Crippen | STS–1                                                                             | USA                                                        | 1981. április 12.                                                           |
| Az első űrhajós, aki négy különböző űrhajótípussal repült | John Young | Gemini űrhajó Apollo űrhajó Holdkomp Space Shuttle                                | USA                                                        | 1981. április 12.                                                           |
| Az első űrhajós, aki öt űrrepülést teljesített | John Young | Gemini–3 Gemini–10 Apollo–10 Apollo–16 STS–1                                      | USA                                                        | 1981. április 14.                                                           |
| Egy korábban már használt űrhajót újra felhasználnak | Joe Engle Richard Truly | STS–2                                                                             | USA                                                        | 1981. november 12.                                                          |
| Négy személy repül először egyetlen űrhajóban | Vance Brand Robert Overmyer Joseph Allen William Lenoir | STS–5                                                                             | USA                                                        | 1982. november 11. – 1982. november 16.                                     |
| Öt személy repül először egyetlen űrhajóban | Robert Crippen Frederick Hauck John Fabian Sally Ride Norman Thagard | STS–7                                                                             | USA                                                        | 1983. június 18. – 1983. június 24.                                         |
| Hat személy repül először egyetlen űrhajóban | John Young, Brewster Shaw, Owen Garriott, Robert Parker, Byron Lichtenberg – USA Ulf Merbold – Németország (Európai Űrügynökség) | STS–9                                                                             | USA Nyugat-Németország                                     | 1983. november 28. – 1983. december 8.                                      |
| Az első űrhajós, aki hat űrrepülést teljesített | John Young | Gemini–3 Gemini–10 Apollo–10 Apollo–16 STS–1 STS–9                                | USA                                                        | 1983. december 8.                                                           |
| Köldökzsinór nélküli űrséta | Bruce McCandless II | STS–41–B                                                                          | USA                                                        | 1984. február 7.                                                            |
| Egyszerre nyolc ember tartózkodik az űrben (különbözó űrhajókban, dokkolás nélkül                                                                                                  | Oleg Atkov, Leonyid Kizim, Vlagyimir Szolovjov – Szovjetunió Vance Brand, Robert Gibson, Bruce McCandless II, Ronald McNair, Robert Stewart – USA | Szaljut–7, Szojuz T–10, STS–41–B                                                  | Szovjetunió USA                                            | 1984. február 8. – 1984. február 11.                                        |
| Egyszerre 11 ember tartózkodik az űrben (különbözó űrhajókban, dokkolás nélkül) | Oleg Atkov, Leonyid Kizim, Jurij Malisev, Vlagyimir Szolovjov, Gennagyij Sztrekalov – Szovjetunió Robert Crippen, Terry Hart, George Nelson, Dick Scobee, James van Hoften – USA Rakesh Sharma – India | STS–41–C, Szaljut–7, Szojuz T–10-Szojuz T–11                                      | Szovjetunió USA India                                      | 1984. április 6. – 1984. április 11.                                        |
| Űrhajósok, akik négy űrsétát is elvégeztek ugyanazon repülésen | Leonyid Kizim, Vlagyimir Szolovjov | Szaljut–7                                                                         | Szovjetunió                                                | 1984. április 26. – 1984. május 18.                                         |
| Űrsétát végző női űrhajós | Szvetlana Szavickaja | Szojuz T–12                                                                       | Szovjetunió                                                | 1984. július 25.                                                            |
| Hegesztés a világűrben | Vlagyimir Dzsanyibekov, Szvetlana Szavickaja | Szaljut–7, Szojuz T–12                                                            | Szovjetunió                                                | 1984. július 25.                                                            |
| Űrhajósok először lépik át a 33 hét (7 hónap) időtartamot | Leonyid Kizim, Vlagyimir Szolovjov, Oleg Atkov | Szaljut–7, Szojuz T–10-Szojuz T–11                                                | Szovjetunió                                                | 1984. február 8. – 1984. október 2.                                         |
| Hét személy repül először egyetlen űrhajóban | Robert Crippen, Jon McBride, Kathryn Sullivan, Sally Ride, David Leestma, Paul Scully-Power – USA Marc Garneau – Kanada | STS–41–G                                                                          | USA Kanada                                                 | 1984. Október 5. – 1984. október 13.                                        |
| Két nő egyszerre az űrben | Kathryn Sullivan, Sally Ride | STS–41–G                                                                          | USA                                                        | 1984. október 5. – 1984. október 13.                                        |
| Részleges személyzetcsere egy űrállomáson | Alekszandr Volkov, Vlagyimir Vaszjutyin váltja Vlagyimir Dzsanyibekovot | Szojuz T–14, Szaljut–7                                                            | Szovjetunió                                                | 1985. szeptember 17. – 1985. szeptember 26.                                 |
| Nyolc személy repül először egyetlen űrhajóban | Henry Hartsfield, Steven Nagel, Bonnie Dunbar, James Buchli, Guion Bluford – USA Reinhard Furrer, Ernst Messerschmid – Nyugat-Németország Wubbo Ockels – Hollandia (Európai Űrügynökség) | STS–61–A]                                                                         | USA Nyugat-Németország Hollandia                           | 1985. október 30. – 1985. november 6.                                       |
| Haláleset a felbocsátás közben | Dick Scobee, Michael Smith, Ellison Onizuka, Judith Resnik, Ronald McNair, Sharon Christa McAuliffe, Gregory Jarvis | STS–51–L                                                                          | USA                                                        | 1986. január 28.                                                            |
| - Átrepülés egyik űrállomásról a másikra... - ...és vissza - Két űrállomást is használó expedíció                                                                                  | Leonyid Kizim Vlagyimir Szolovjov | Szojuz T–15-tel a Mir-ről a Szaljut–7-re, majd vissza a Mir-re                    | Szovjetunió                                                | 1986. március 15. – 1986. július 16.                                        |
| Teljes személyzetcsere egy űrállomáson | Vlagyimir Tyitov, Musza Manarov váltotta Jurij Romanyenkot és Alekszandr Alekszandrovot | Szojuz TM–4-Szojuz TM–2, Szojuz TM–3, a Mir űrállomáson                           | Szovjetunió                                                | 1987. december 21. – 1987. december 29.                                     |
| Űrhajósok először lépik át az 52 hét (1 év) időtartamot | Vlagyimir Tyitov, Musza Manarov | Mir, Szojuz TM–4-Szojuz TM–6                                                      | Szovjetunió                                                | 1987. december 21. – 1988. december 21.                                     |
| Egyszerre 12 ember tartózkodik az űrben (különbözó űrhajókban, dokkolás nélkül) | Space Shuttle: Vance Brand, Samuel Durrance, Guy Gardner, Jeffrey Hoffman, John Lounge, Ronald Parise, Robert Parker – USA Mir: Gennagyij Manakov, Gennagyij Sztrekalov – Russia Szojuz és Szojuz/Mir: Musza Manarov, Viktor Afanaszjev – Russia Akijama Tojohiro – Japan                                                                                       | STS–35, Mir , Szojuz TM–10-Szojuz TM–11                                           | Szovjetunió USA Japán                                      | 1990. december 2. – 1990. december 10.                                      |
| Civil űrhajós repül egy kereskedelmi repülésen és egy újságíró tudósít az űrből | Akijama Tojohiro – Japán | Szojuz TM–10, Szojuz TM–11                                                        | Japán                                                      | 1990. december 2. – 1990. december 10.                                      |
| Három nő egyszerre az űrben | Millie Hughes-Fulford, Tamara Jernigan, Rhea Seddon | STS–40                                                                            | USA                                                        | 1991. június 5. – 1991. június 14.                                          |
| Három űrhajós tesz űrsétát egyszerre | Pierre Thuot Richard Hieb Thomas Akers | STS–49                                                                            | USA                                                        | 1992. május 13.                                                             |
| Egyszerre 12 ember tartózkodik az űrben (különböző űrhajókban, dokkolás nélkül) | Shuttle: Steve Oswald, William Gregory, John Grunsfeld, Wendy Lawrence, Tamara Jernigan, Samuel Durrance, Ron Parise – USA Mir: Alekszandr Viktorenko, Jelena Kondakova, Valerij Poljakov – Russia Szojuz/Mir: Vlagyimir Dezsurov, Gennagyij Sztrekalov – Russia Norman Thagard – USA                                                                           | STS–67, Mir, Szojuz TM–20, Szojuz TM–21                                           | USA Oroszország                                            | 1995. március 14. – 1995. március 18.                                       |
| Tíz személy repül először egyetlen űrhajóban | Robert Gibson, Charles Precourt, Ellen Baker, Bonnie Dunbar, Gregory Harbaugh, Norman Thagard – USA Anatolij Szolovjov, Nyikolaj Budarin, Vlagyimir Dezsurov, Gennagyij Sztrekalov – Russia | STS–71, Mir, Szojuz TM–21                                                         | USA Oroszország                                            | 1995. június 29. – 1995. július 4.                                          |
| Az első űrturista | Dennis Tito | Szojuz TM–32/31, ISS                                                              | USA Oroszország                                            | 2001. április 28. – 2001. május 6.                                          |
| Az első űrhajós, aki hét űrrepülést teljesített | Jerry Ross | STS–61–B STS–27 STS–37 STS–55 STS–74 STS–88 STS–110                               | USA                                                        | 2002. április 19.                                                           |
| Magán finanszírozású űrrepülés (űrugrás) | Mike Melvill | SpaceShipOne                                                                      | USA                                                        | 2004. június 21.                                                            |
| 13 személy repül először egyetlen űrhajóban | Michael Barratt, Mark Polansky, Douglas Hurley, Christopher Cassidy, Thomas Marshburn, David Wolf, Timothy Kopra – USA Gennagyij Padalka, Roman Romanyenko – Oroszország Robert Thirsk, Julie Payette – Kanada Frank De Winne – Belgium (Európai Űrügynökség) Vakata Kóicsi – Japán                                                                             | ISS, Szojuz TMA–14, Szojuz TMA–15, STS–127                                        | USA Oroszország Kanada Belgium Japán                       | 2009. július 17.                                                            |
| Négy nő egyszerre az űrben | Shuttle: Dorothy Metcalf-Lindenburger, Stephanie Wilson – USA Jamazaki Naoko – Japán ISS: Tracy Caldwell Dyson – USA | STS–131 ISS                                                                       | USA Japán                                                  | 2010. április 5. – 2010. április 20.                                        |
| Hat űrhajó kapcsolódik egy űrállomáshoz | ISS: | Dragon-15, Cygnus-9, Szojuz MS–08, Szojuz MS–09, Progressz MS–08, Progressz MS–09 | USA Oroszország                                            | 2018. július 9.                                                             |
| - Csak női űrhajósok által elvégzett űrséta - Két nő végez egyszerre űrsétát | Christina Koch Jessica Meir | ISS                                                                               | USA                                                        | 2019. október 18.                                                           |
| - Tisztán kereskedelmi űrhajó szállít űrhajósokat egy űrállomáshoz | Bob Behnken Doug Hurley | Crew Dragon Demo–2                                                                | USA                                                        | 2020. május 30. – 2020. május 31.                                           |
| Egyszerre 14 ember tartózkodik az űrben (különböző űrhajókban, dokkolás nélkül) | ISS: Mark Vande Hei, Shane Kimbrough, Megan McArthur, – USA Oleg Novickij, Pjotr Dubrov – Oroszország Thomas Pesquet – Franciaország Hoside Akihiko – Japán Tiangong: Nie Haj-seng, Liu Boming, Tang Hongbo, – Kína New Shepard: Jeff Bezos, Mark Bezos, Wally Funk – USA Oliver Daemen – Hollandia                                                             | Szojuz MS–18, SpaceX Crew-2, Sencsou–12, Blue Origin NS-16                        | USA Kína Oroszország Franciaország Japán Hollandia         | 2021. július 20.                                                            |
| - Tisztán privát finanszírozású Föld körüli pályán végrehajtott űrrepülés - Teljesen kereskedelmi űrrepülés Föld körüli pályán                                                     | Jared Isaacman Hayley Arceneaux Christopher Sembroski Sian Proctor | Inspiration4                                                                      | USA                                                        | 2021. szeptember 16. – 2021. szeptember 18.                                 |
| - Női pilóta által vezetett kereskedelmi űrhajó - Színes bőrű női pilóta | Sian Proctor | Inspiration4                                                                      | USA                                                        | 2021. szeptember 16. – 2021. szeptember 18.                                 |
| - Mozgássérült űrhajós jár az űrben - Űrhajós, aki protézist visel az űrben | Hayley Arceneaux | Inspiration4                                                                      | USA                                                        | 2021 szeptember 16. – 2021. szeptember 18.                                  |
| Egyszerre 14 ember tartózkodik az űrben, Föld körüli pályán (különböző űrhajókban, dokkolás nélkül)                                                                                | ISS: Mark Vande Hei, Shane Kimbrough, Megan McArthur, – USA Oleg Novickij, Pjotr Dubrov – Oroszország Thomas Pesquet – Franciaország Hoside Akihiko – Japán Tiangong: Nie Haj-seng, Liu Boming, Tang Hongbo, – Kína Inspiration4: Jared Isaacman, Hayley Arceneaux, Sian Proctor, Christopher Sembroski – USA                                                   | Szojuz MS–18 SpaceX Crew-2 Sencsou–12 Inspiration4                                | USA Kína Oroszország Franciaország Japán                   | 2021. szeptember 16. – 2021. szeptember 17.                                 |
| - Űrrepülés egy űrállomáshoz teljesen privát legénységgel - Teljesen kereskedelmi repülés egy űrállomáshoz                                                                         | Michael López-Alegría Larry Connor Mark Pathy Eytan Stibbe | Axiom Mission 1 a ISS-hez                                                         | USA Spanyolország Kanada Izrael                            | 2022. április 18. – 2022. április 22.                                       |
| Két űrállomás is lakott egymással párhuzamosan | ISS: Szojuz és Crew Dragon űrhajókkal (utóbbi később Starliner néven) Tienkung űrállomás: Sencsou űrhajó űrhajóval | ISS Tienkung űrállomás                                                            | Kanada Európai Űrügynökség Japán USA Oropszország Kína     | 2022. június 5. –                                                           |
| Öt nő egyszerre az űrben | ISS: Jessica Watkins, Nicole Mann – USA Anna Kikina – Oroszország Samantha Cristoforetti – Olaszország Tiangong: Liu Jang – Kína | SpaceX Crew–4, SpaceX Crew–5, Sencsou–14                                          | USA Oroszország Olaszország Kína                           | 2022. október 5. – 2022. október 14.                                        |
| Egyszerre 14 ember tartózkodik az űrben, Föld körüli pályán (különböző űrhajókban, dokkolás nélkül)                                                                                | ISS: Stephen Bowen, Warren Hoburg, Peggy Whitson, John Shoffner, Francisco Rubio – USA Andrej Fedjaev, Dmitrij Petyelin, Szergej Prokopjev – Oroszország Ali AlQarni, Rayyanah Barnawi – Szaúd-Arábia Sultan Al Neyadi – Egyesült Arab Emirátusok Tiangong Űrállomás: Fej Csün-lung, Deng King-ming, Zsang Lu, Csing Haj-peng, Zsu Jang-zsu, Gui Hajcsao – Kína | Axiom Mission 2, Szojuz MS–23, SpaceX Crew-6, Sencsou–15, Sencsou–16              | USA Oroszország Kína Szaúd-Arábia Egyesült Arab Emirátusok | 2023. május 30. – 2023. május 31.                                           |

## Legtöbb repülés
Ebben az összeállításban kizárólag a személyeket, űrhajósokat vesszük listába, akik valamilyen szempontból számosságát tekintve a legtöbb repülést, felszállást teljesítették.

### A legtöbb felbocsátás

#### A legtöbb felbocsátás a Földről
- 7 start
  - Jerry Ross  (USA) – Space Shuttle (1985-2002)       
  - Franklin Chang Díaz  (USA) – Space Shuttle (1986-2002)

#### A legtöbb felbocsátás összességében
- 7 start
  - John Young  (USA) – start a Földről 6 alkalommal (Gemini, Apollo és Space Shuttle űrhajók) 1 alkalommal pedig a Holdról (Apollo holdkomp) (1965-1983)      
  - Jerry Ross  (USA) – Space Shuttle (1985-2002)       
  - Franklin Chang Díaz  (USA) – Space Shuttle (1986-2002)

### Repülés a legtöbb űrhajótípuson

#### A legtöbb űrhajótípuson repült űrhajósok (csak Földi starttal számolva)
- 3 start
  - Wally Schirra  (USA) – Mercury, Gemini és Apollo űrhajók (1962-1968)
  - John Young  (USA) – Gemini, Apollo és Space Shuttle űrhajók (1965-1983)
  - Nogucsi Szóicsi  Japán – Space Shuttle, Szojuz és SpaceX Crew Dragon űrhajók (2005-2020)
  - Shane Kimbrough  (USA)– Space Shuttle, Szojuz és SpaceX Crew Dragon űrhajók (2008-2021)
  - Hoside Akihiko  Japán – Space Shuttle, Szojuz és SpaceX Crew Dragon űrhajók (2008-2021)
  - Thomas Marshburn  (USA)– Space Shuttle, Szojuz és SpaceX Crew Dragon űrhajók (2007-2021)
  - Michael Lopez-Alegria  (USA) – Space Shuttle, Szojuz és SpaceX Crew Dragon űrhajók (1995-2022)
  - Vakata Kóicsi  Japán – Space Shuttle, Szojuz és SpaceX Crew Dragon űrhajók (1996-2022)
  - Peggy Whitson  (USA)– Space Shuttle, Szojuz és SpaceX Crew Dragon űrhajók (2002-2023)

#### A legtöbb űrhajótípuson repült űrhajósok összességében
- 4 start
  - John Young  (USA) – A Földről Gemini, Apollo és Space Shuttle űrhajók (1965-1983) és a Holdról Apollo holdkomp

### A legtöbb starthelyről induló űrhajósok
- 3 starthely
  - John Young  (USA) – Cape Kennedy Air Force Station (jelenleg Cape Canaveral Space Force Station, két alkalommal Gemini űrhajóval 1965-1966), Kennedy Űrközpont (négy alkalommal, kétszer Apollo űrhajóval 1969-1971, kétszer a Space Shuttle fedélzetén 1981-1983), Descartes Felföld (a Holdról az Apollo holdkomp fedélzetén, 1971-ben).
  - Neil Armstrong  (USA) – Cape Kennedy Air Force Station (egyszer a Gemini űrhajón 1966-ban), Kennedy Űrközpont (az Apollo űrhajón 1969-ben), Nyugalom bázis (a Holdról az Apollo holdkomppal 1969-ben).
  - Buzz Aldrin  (USA) – Cape Kennedy Air Force Station (egyszer a Gemini űrhajón 1966-ban), Kennedy Űrközpont (az Apollo űrhajón 1969-ben), Nyugalom bázis (a Holdról az Apollo holdkomppal 1969-ben).
  - Pete Conrad  (USA) – Cape Kennedy Air Force Station (kétszer a Gemini űrhajóval 1965-1966), Kennedy Űrközpont (kétszer Apollo űrhajóval 1969-1973), Oceanus Procellarum (a Holdról Apollo holdkomp fedélzetén 1969-ben). (egy Mercury űrhajóban 1961-ben), Kennedy Űrközpont (az Apollo űrhajón 1971-ben), Fra Mauro (a Holdról Apollo holdkomp fedélzetén 1971-ben).
  - Dave Scott  (USA) – Cape Kennedy Air Force Station (egyszer a Gemini űrhajón 1966-ban), Kennedy Űrközpont (kétszer Apollo űrhajóval 1969-1971), Hadley Rianás (a Holdról Apollo holdkomppal 1971-ben).
  - Gene Cernan  (USA) – Cape Kennedy Air Force Station (egyszer a Gemini űrhajón 1966-ban), Kennedy Űrközpont (kétszer Apollo űrhajóval 1969-1972), Taurus-Littrow (a Holdról Apollo holdkomp fedélzetén 1972-ben).

## Időtartam rekordok

### A teljes űrrepülési idők országonként
A teljes űrrepülési statisztika nemzetenként
| Ország                   | Személyek száma | Repülések száma | Embernapok száma |
| ------------------------ | --------------- | --------------- | ---------------- |
| Szovjetunió Oroszország  | 135             | 293             | 31796,11         |
| Egyesült Államok         | 362             | 887             | 25529,21         |
| Európai Űrügynökség      | 40              | 69              | 3795,49          |
| Kína                     | 20              | 32              | 2611,23          |
| Japán                    | 14              | 26              | 1981,72          |
| Olaszország              | 7               | 14              | 1137,16          |
| Németország              | 12              | 17              | 1032,82          |
| Franciaország            | 10              | 19              | 828,66           |
| Kanada                   | 11              | 19              | 726,86           |
| Hollandia                | 2               | 3               | 210,69           |
| Belgium                  | 2               | 3               | 207,65           |
| Egyesült Arab Emirátusok | 2               | 2               | 193,82           |
| Nagy-Britannia           | 2               | 2               | 193,82           |
| Dánia                    | 1               | 2               | 88,74            |
| Svájc                    | 1               | 4               | 42,50            |
| Izrael                   | 2               | 2               | 33,01            |
| Svédország               | 1               | 2               | 26,73            |
| Szaúd-Arábia             | 3               | 3               | 25,52            |
| Spanyolország            | 1               | 2               | 18,78            |
| Ukrajna                  | 1               | 1               | 15,69            |
| Bulgária                 | 2               | 2               | 11,80            |
| Malajzia                 | 1               | 1               | 10,88            |
| Dél Korea                | 1               | 1               | 10,88            |
| Dél-Afrika               | 1               | 1               | 9,89             |
| Brazília                 | 1               | 1               | 9,89             |
| Kazahsztán               | 1               | 1               | 9,84             |
| Afganisztán              | 1               | 1               | 8,85             |
| Szíria                   | 1               | 1               | 7,96             |
| Csehszlovákia            | 1               | 1               | 7,93             |
| Ausztria                 | 1               | 1               | 7,93             |
| Lengyelország            | 1               | 1               | 7,92             |
| Lengyelország            | 1               | 1               | 7,91             |
| India                    | 1               | 1               | 7,90             |
| Magyarország             | 1               | 1               | 7,86             |
| Kuba                     | 1               | 1               | 7,86             |
| Vietnám                  | 1               | 1               | 7,86             |
| Mongólia                 | 1               | 1               | 7,86             |
| Románia                  | 1               | 1               | 7,86             |
| Mexikó                   | 1               | 1               | 6,88             |

### Egyéni összesített időtartamrekordok
Az alábbi lista a cikk írásakor, 2023. november 14-én érvényes állapotokat összegzi. Nem veszi figyelembe az éppen űrben lévő űrhajósok repült napjait, csak a már befejezett repülések adatait. Ezért jelenleg Gennagyij Padalka a listavezető, ám a lista negyedik pozíciójában álló Oleg Kononyenko jelenleg is szolgálatát tölti a Nemzetközi Űrállomáson és amennyiben a tervek szerint alakul a repülése és nem kell valami miatt idő előtt megszakítani, Kononyenko egyrészt átveszi az első helyet 1036 nappal, másrészt ő lesz az első ember a Földön, aki 1000 napnál többet töltött az űrben.
Jelmagyarázat:
- Jelenleg is az űrben van
- Aktív űrhajós
- Nyugállományba vonult
- Elhunyt

| Helyezés | Név                    | Napok száma | Repülések | Státusz      | Nemzetiség                  |
| -------- | ---------------------- | ----------- | --------- | ------------ | --------------------------- |
| 1        | Gennagyij Padalka      | 878,480     | 5         | Nyugalmazott | Oroszország                 |
| 2        | Jurij Malencsenko      | 827,389     | 6         | Nyugalmazott | Oroszország                 |
| 3        | Szergej Krikaljov      | 803,371     | 6         | Nyugalmazott | Szovjetunió / Oroszország   |
| 4        | Oleg Kononyenko        | Sablon:Sum  | 5         | Aktív        | Oroszország                 |
| 5        | Alekszandr Kaleri      | 769,276     | 5         | Nyugalmazott | Oroszország                 |
| 6        | Szergej Avgyejev       | 747,593     | 3         | Nyugalmazott | Szovjetunió / Oroszország   |
| 7        | Anton Skaplerov        | 709,336     | 4         | Nyugalmazott | Oroszország                 |
| 8        | Valerij Poljakov       | 678,690     | 2         | Elhunyt      | Szovjetunió / Oroszország   |
| 9        | Peggy Whitson          | 675,158     | 4         | Aktív        | USA                         |
| 10       | Fjodor Jurcsikin       | 672,860     | 5         | Nyugalmazott | Oroszország                 |
| 11       | Anatolij Szolovjov     | 651,117     | 5         | Nyugalmazott | Szovjetunió / Oroszország   |
| 12       | Szergej Prokopjev      | 567,633     | 2         | Aktív        | Oroszország                 |
| 13       | Oleg Artyemjev         | 560,614     | 3         | Aktív        | Oroszország                 |
| 14       | Viktor Afanaszjev      | 555,772     | 4         | Nyugalmazott | Szovjetunió / Oroszország   |
| 15       | Jurij Uszacsov         | 552,773     | 4         | Nyugalmazott | Oroszország                 |
| 16       | Szergej Volkov         | 547,931     | 3         | Nyugalmazott | Oroszország                 |
| 17       | Pavel Vinogradov       | 546,939     | 3         | Nyugalmazott | Oroszország                 |
| 18       | Alekszandr Szkvorcov   | 545,964     | 3         | Nyugalmazott | Oroszország                 |
| 19       | Musza Manarov          | 541.021     | 2         | Nyugalmazott | Oroszország ( Azerbajdzsán) |
| 20       | Oleg Szkripocska       | 536,159     | 3         | Nyugalmazott | Oroszország                 |
| 21       | Jeffrey Williams       | 534.116     | 4         | Nyugalmazott | USA                         |
| 22       | Mihail Tyurin          | 532,118     | 3         | Nyugalmazott | Oroszország                 |
| 23       | Oleg Novickij          | 531,290     | 3         | Aktív        | Oroszország                 |
| 24       | Oleg Kotov             | 526,211     | 3         | Nyugalmazott | USA                         |
| 25       | Mark Vande Hei         | 523,374     | 2         | Aktív        | USA                         |
| 26       | Scott Kelly            | 520,440     | 4         | Nyugalmazott | USA                         |
| 27       | Mihail Kornyijenko     | 516,417     | 2         | Nyugalmazott | Oroszország                 |
| 28       | Vakata Kóicsi          | 504,773     | 5         | Aktív        | Japán                       |
| 29       | Alekszandr Viktorenko  | 489,066     | 4         | Elhunyt      | Szovjetunió / Oroszország   |
| 30       | Anatolij Ivanyisin     | 476,195     | 3         | Nyugalmazott | Oroszország                 |
| 31       | Nyikolaj Budarin       | 444,060     | 3         | Nyugalmazott | Oroszország                 |
| 32       | Jurij Romanyenko       | 430,765     | 3         | Nyugalmazott | Oroszország                 |
| 33       | Thomas Pesquet         | 396,482     | 2         | Aktív        | Franciaország               |
| 34       | Alekszandr Volkov      | 391,495     | 3         | Nyugalmazott | Szovjetunió / Oroszország   |
| 35       | Jurij Onufrijenko      | 389,282     | 2         | Nyugalmazott | Oroszország                 |
| 36       | Shane Kimbrough        | 388,728     | 3         | Nyugalmazott | USA                         |
| 37       | Vlagyimir Tyitov       | 387,036     | 4         | Nyugalmazott | Szovjetunió / Oroszország   |
| 38       | Vaszilij Ciblijev      | 381,662     | 2         | Nyugalmazott | Oroszország                 |
| 39       | Valerj Korzun          | 381,653     | 2         | Nyugalmazott | Oroszország                 |
| 40       | Michael Fincke         | 381,633     | 3         | Aktív        | USA                         |
| 41       | Christopher Cassidy    | 377,742     | 3         | Nyugalmazott | USA                         |
| 42       | Alekszej Ovcsinyin     | 374,813     | 2         | Aktív        | Oroszország                 |
| 43       | Leonyid Kizim          | 374,749     | 3         | Elhunyt      | Szovjetunió                 |
| 44       | Michael Foale          | 373,763     | 6         | Nyugalmazott | USA / Egyesült Királyság    |
| 45       | Alekszandr Szerebrov   | 372,954     | 4         | Elhunyt      | Szovjetunió / Oroszország   |
| 46       | Valerij Rjumin         | 371,725     | 4         | Elhunyt      | Szovjetunió / Oroszország   |
| 47       | Dmitrij Petelin        | 370,890     | 1         | Aktív        | Oroszország                 |
| 47       | Francisco Rubio        | 370,890     | 1         | Aktív        | USA                         |
| 49       | Samantha Cristoforetti | 370,239     | 2         | Aktív        | Olaszország                 |
| 50       | Donald Pettit          | 369,696     | 3         | Aktív        | USA                         |

### A tíz leghosszabb repülés űrhajós(okk)al a fedélzeten
| #  | Világűrben eltöltött idő | Legénység          | Ország                   | Start dátuma (Felszálláshoz használt űrhajó) | Leszállás dátuma (Leszálláshoz használt űrhajó) | Űrállomás, vagy más repülési típus |
| -- | ------------------------ | ------------------ | ------------------------ | -------------------------------------------- | ----------------------------------------------- | ---------------------------------- |
| 1  | 437,7 naő                | Valerij Poljakov   | Oroszország              | 1994. január 8. (Szojuz TM–18)               | 1995. március 22. (Szojuz TM–20)                | Mir                                |
| 2  | 379,6 nap                | Szergej Avgyejev   | Oroszország              | 1998. augusztus 13. (Szojuz TM–28)           | 1999. augusztus 28. (Szojuz TM–29)              | Mir                                |
| 3  | 370,9 nap                | Szergej Prokopjev  | Oroszország              | 2022. szeptember 21. (Szojuz MS–22)          | 2023. szeptember 27. (Szojuz MS–23)             | Nemzetközi Űrállomás               |
| 3  | 370,9 nap                | Dmitrij Petyelin   | Oroszország              | 2022. szeptember 21. (Szojuz MS–22)          | 2023. szeptember 27. (Szojuz MS–23)             | Nemzetközi Űrállomás               |
| 3  | 370,9 nap                | Francisco Rubio    | USA                      | 2022. szeptember 21. (Szojuz MS–22)          | 2023. szeptember 27. (Szojuz MS–23)             | Nemzetközi Űrállomás               |
| 4  | 365,9 nap                | Vlagyimir Tyitov   | Szovjetunió              | 1987. december 21. (Szojuz TM–4)             | 1988. december 21. (Szojuz TM–6)                | Mir                                |
| 4  | 365,9 nap                | Musza Manarov      | Szovjetunió              | 1987. december 21. (Szojuz TM–4)             | 1988. december 21. (Szojuz TM–6)                | Mir                                |
| 5  | 355,2 nap                | Pjotr Dubrov       | Oroszország              | 2021. április 9. (Szojuz MS–18)              | 2022. március 30. (Szojuz MS–19)                | Nemzetközi Űrállomás               |
| 5  | 355,2 nap                | Mark T. Vande Hei  | USA                      | 2021. április 9. (Szojuz MS–18)              | 2022. március 30. (Szojuz MS–19)                | Nemzetközi Űrállomás               |
| 6  | 340,4 days               | Mihail Kornyijenko | Oroszország              | 2015. március 27. (Szojuz TMA–16M)           | 2016. március 1. (Szojuz TMA–18M)               | Nemzetközi Űrállomás               |
| 6  | 340,4 days               | Scott Kelly        | USA                      | 2015. március 27. (Szojuz TMA–16M)           | 2016. március 1. (Szojuz TMA–18M)               | Nemzetközi Űrállomás               |
| 7  | 328,6 nap                | Christina Koch     | USA                      | 2019. március 15. (Szojuz MS–12)             | 2020. február 6. (Szojuz MS–13)                 | Nemzetközi Űrállomás               |
| 8  | 326.5 nap                | Jurij Romanyenko   | Szovjetunió              | 1987. február 5. (Szojuz TM–2)               | 1987. december 29. (Szojuz TM–3)                | Mir                                |
| 9  | 311,8 nap                | Szergej Krikaljov  | Szovjetunió/ Oroszország | 1991. május 18. (Szojuz TM–12)               | 1992. március 25. (Szojuz TM–13)                | Mir                                |
| 10 | 289,2 nap                | Peggy Whitson      | USA                      | 2016. november 17. (Szojuz MS–03)            | 2017. szeptember 3. (Szojuz MS–04)              | Nemzetközi Űrállomás               |

### A leghosszabb folyamatos lakott periódus a világűrben
Az Oroszország, az Egyesült Államok, Kanada, Japán és az Európai Űrügynökség tagországai által üzemeltetett Nemzetközi Űrállomáson folyamatos emberi jelenlétet tartanak fenn 2000. október 31. óta, amikor a Szojuz TM–31 űrhajó elstartolt, hogy személyzetet vigyen az űrállomáshoz. Azóta – Sablon:Age in years and days – az űrállomás folyamatosan lakott.

### A leghosszabb folyamatos lakott periódus egy űreszközön
A Szojuz TM–31 két nap repülés után érkezett meg az ISS-re 2000. november 2-án és az űreszköz azóta folyamatosan lakott – Sablon:Age in years and days óta –. A rekordot 9 év és 358 nap után döntötte meg, amikor átvette azt a Mir szovjet/orosz űrállomástól 2010. október 23-án.

### A leghosszabb egyedülrepülés
A leghosszabb egyszemélyes űrrepülést Valerij Bikovszkij teljesítette 1963. június 14-19. között Vosztok–5 űrhajóján, 4 nap 23 óra időtartammal. Ilyen, tisztán egyszemélyes egyedülrepülésekre csak a Mercury és Vosztok-program kezdeti útjain került sor, ezt követően kizárólag többszemélyes űrhajók startoltak és jutottak el az űrbe. Az egyesülrepülések egy speciális válfaját hajtották végre a Holdhoz repülő Apollo parancsnoki űrhajók parancsnoki egység pilótái, míg társaik leszálltak a holdfelszínre. Ez idő alatt az anyaűrhajóban Hold körüli pályán maradó és a holdkompok visszatéréséig ott ügyeletet tartó űrhajósok egyedül keringtek a Hold körül. Ezek leghosszabbika Ken Mattingly egyedülrepülése volt az Apollo–16 Casper parancsnoki modulján 3 nap 9 óra 23 perc időtartamban.

### A leghosszabb holdfelszínen eltöltött idő
Az Apollo–17 űrhajósai, Gene Cernan és Jack Schmitt űrhajósok összesen több mint 3 napot – 74 óra 59 perc 40 másodpercet töltöttek el a holdfelszín Taurus-Litrow-völgyében, miután 1972. december 11-én leszálltak oda. Három holdsétával megtűzdelt ott tartózkodásuk a technikailag legproblémamentesebb Holdra szállás volt, ez tette lehetővé számukra ezt a rekorddöntést, mivel alapból, technikailag az Apollo–15 és az Apollo–16 űrhajósai is azonos feltételekkel indultak neki a saját holdexpedícióiknak. Cernan és Schmitt három holdsétája összesen 22 óra, 3 perc és 57 másodpercig tartott (mivel a protokoll szerint a parancsnok szállt ki először a felszínre és szállt vissza utoljára onnan, Cernan EVA időtartam kissé hosszabb volt, mint a holdkomppilótáé).

### A leghosszabb Hold körüli pályán keringésben eltöltött idő
A leghosszabb időt – 6 napot és 4 órát – az Apollo–17 parancsnoki egység pilótája, Ron Evans töltötte Hold körüli pályán keringve (öt egér társaságában) 1972. decemberében. A repülés egyedülrepülési szakaszában Evans ideje 1 óra 38 perccel volt csak rövidebb, mint Ken Mattingly-é az Apollo–16-on.

## Sebességi és magassági rekordok

### A Földtől mért legnagyobb távolság elérése
A Földtől a legnagyobb távolságra az Apollo–13 űrhajósai (Jim Lovell, Jack Swigert és Fred Haise) jutottak. Tekintettel, hogy az összes Apollo-repülés közel azonos paraméterekkel repült, ennek oka az volt, hogy az Apollo–13 az éppen a pályája földtávolpontja közelében keringő Holdhoz repült. illetve mivel az űrhajó nem állt pályára körülötte, magasabb pályán kerülte meg, így a Hold túloldala felett a többi repüléstől magasabban (kb. 254 km-en) repült el az Odüsszeia, így elérve a 400 171 km-es távolságot a Földtől. Erre a pillanatra 1970. április 15-én, 00:21-kor (UTC) került sor.

### A legnagyobb Föld feletti magasság nem holdexpedíción
A legnagyobb földfelszín feletti magasságot Pete Conrad és Dick Gordon érte el a Gemini–11 űrhajón 1966. szeptember 14-én, amikor az Agena célrakéta hajtóművének felhasználásával egy tervezett magasságemelő gyorsítómanővert hajtottak végre, elérve az 1369 km magas földtávolpontot Föld körüli ellipszis pályájukon a repülésük 40 óra 30 percében.

### A legnagyobb Földhöz viszonyított sebesség
Az Apollo–10 legénysége (Tom Stafford, Gene Cernan és John Young) érte el az emberiség történetének legnagyobb Földhöz viszonyított sebességét, 39 897 km/h-át (11 082 m/s, vagy a hangsebesség 32-szeresét és a fénysebesség 0,0037%-át), amikor 1969. május 26-án a Holdtól visszatérőben elérték a Földi légkör határát.
Az ember nélküli automata űreszközök között a Parker napszonda tartja a rekordot 176 km/s sebességgel, ami nagyságrenddel gyorsabb, a fénysebesség 0,06%-a. Ezt a sebességet 2023 szeptemberében érte el a szonda.

## Életkor rekordok

### Legfiatalabb űrhajós
- Férfi: German Tyitov – 25 évesen repült a Vosztok–2 repülésen 1961. augusztus 5-én, 17,5 keringést megtéve 1 nap időtartamban[100]
- Női: Valentyina Tyereskova – 26 évesen repült a Vosztok–6 repülésen 1963. június 16-19. között 46 keringést megtéve 3 nap időtartamban[100]

### Legidősebb űrhajós
- Férfi: John Glenn – 77 évesen repült az STS–95 repülésen 1998. október 29-november 7. között, 9 nap 20 óra időtartamban[126]
- Nő: Peggy Whitson – 63 évesen repült az Axiom Mission 2 repülésen 2023. május 21-30. között, 9 nap, 5 óra 27 perc időtartamban[127]

## Űrséta rekordok

### Legtöbb űrséta (időtartam és szám szerint)
- Férfi: Anatolij Szolovjov 16 űrsétát teljesített 82 óra 21 perc időtartamban[128][129]
- Nő: Peggy Whitson 10 űrsétát teljesített 60 óra 21 percben[129]

### Legtöbb űrséta egyetlen repülés során
- Anatolij Szolovjov 7 űrsétát teljesített a szovjet/orosz Mir űrállomás 24. állandó legénységének tagjaként 1997-98-ban (ebből kettő egy ún. „belső űrséta” volt az állomás egyik kihermetizálódott moduljában)
- Andrew Morgan: a Nemzetközi Űrállomás 60/61/62. állandó személyzetének tagjaként 2019-2020-ban 7 űrsétát végzett 45 óra 48 percet töltve az űrállomáson kívül

### Leghosszabb egyszeri űrséta
- James Voss és Susan Helms 8 óra 56 perces űrsétát teljesített 2001. március 11-én az STS–102 repülésen, amelynek célja az ISS összeépítése volt[130]

### A legnagyobb távolság az űrhajótól holdséta alatt
- Minden idők legnagyobb távolsága (amely egy másik égitesten, a Holdon fordult elő): Gene Cernan és Jack Schmitt, az Apollo–17 űrhajósai 7,6 kilométerre távolodtak el második űrsétájukon a Challenger holdkomptól, amikor 1972. december 12-én a South Massif hegyvonulaton található Nansen kráterhez hajtottak a holdjárójukkal.[131]
- A legnagyobb űrhajótól megtett távolság Föld körüli pályán (mivel az űrséták elenyésző hányada fordult elő más égitesten, amelynek technikai feltételei teljesen mások, ezért térünk ki erre a kategóriára is): Bruce McCandless az STS–41–B-n 1984. február 7-én az új fejlesztésű Manned Mobility Unit (MMU – Emberes manőverező egység) kipróbálásakor 100 méterre távolodott el az űrhajótól. Egyébként az összes többi űrsétán biztonsági köldökzsinór köti össze az űrhajóst az űreszközzel, amely behatárolja az eltávolodás mértékét.[132]

## Rekordok állatokkal
Az űrkísérletek hőskorában, jóval az ember előtt – sőt, bizonyos szuborbitális repülések esetében a Szputnyik–1 előtt – állatokkal kísérleteztek a szakemberek, azt kutatandó, hogy egyáltalán az élő szervezet képes-e túlélni a világűrben. Ezen kísérletek során az alábbi elsőségek és rekordok születtek.

### Az első állatok a világűrben
Legelőször az Egyesült Államokban helyeztek állatokat egy, a világűrt elérő eszköz fedélzetére. Ezek az állatok muslicák voltak, amelyek 1947-ben repültek egy kísérleti V–2 rakétán és érték el a 109 kilométeres magasságot szuborbitális repülésük során. Ugyancsak ezek voltak az első állatok, akik élve tértek vissza az űrt érintő repülésükről. Az első emlős Albert II, egy rézuszmajom volt, amely 1949. június 14-én jutott túl a Kármán-vonalon egy kísérleti V–2 fedélzetén, azonban egy ejtőernyőhiba miatt nem élte túl a repülést. Az első kutyákat a Szovjetunió bocsátotta fel, 1951. július 22-én egy R–1V rakétával, amellyel Cigin és Gyezik aztán elérte a 100 km magasságot és biztonsággal földet is ért később ejtőernyővel (ez a repülés két héttel előzte meg az USA ugyanilyen repülését).

### Az első Föld körüli pályára állt állatok
Lajka volt az első élőlény, egy nőstény kutya, akit 1957. november 2-án bocsátottak fel a Szputnyik–2 űreszközben és állt Föld körüli pályára. A technológia sajátosságai miatt (a szovjetek nem terveztek a Földre való visszatéréshez szükséges eszközöket az űrhajóra), az állat elpusztult. Az első állatok, amelyek túl is élték az orbitális repülést és visszatértek a Földre, Sztrelka és Bjelka két nőstény kutya volt, akik a Szputnyik–5-tel repültek 1960. augusztus 19-én.

### Az első emberszabásúak az űrben
1961. január 31-én a NASA egy teszt keretében elindította a Mercury–Redstone–2 űrhajót, fedélzetén Hammel a csimpánzzal, így ő lett a világ első emberszabású majma, aki feljutott az űrbe.

### A leghosszabb repülés állatokkal
- a kizárólag állatokat feljuttató kísérleti repülések között kutyák teljesítették a leghosszabb repülést: Vetyerok (Szellő) és Ugoljok (Szenecske) 1996. február 22-én startolva a Koszmosz–110 fedélzetén 22 napot töltöttek a világűrben.[134]
- az emberekkel repülő állatok (előbbiek megfigyeléseket végeztek utóbbiakon) kategóriájában a Skylab–3 expedíció legénysége keresztespókokat és halivadékokat vitt magával, hogy megfigyelje előbbiek hálószövési képességeit, utóbbiak úszásképét a súlytalanság körülményei között. A repülés és így az állatok űrben töltött ideje 1973. július 28.-szeptember 28. között 60 napig tartott.[66]

### Az első állatok, amelyek messzebbre repültek, mint a Föld körüli pálya
1968. szeptember 14.-21. között egy Proton rakéta vitte a Hold megkerülésére a Zond–5 űrhajót, amely állatokat szállított, részben tesztként, hogy a küszöbön álló emberekkel végzett holdrepülés előtt megvizsgálják a körülmények élő szervezetre gyakorolt hatását. A szonda sikerrel kerülte meg a Holdat, fedélzetén egy kirgiz teknős párral, számos muslicával és lisztkukaccal. Maga a Zond–5 azzal, hogy 1200 km-rel a felszín felett megkerülte a Holdat, az első olyan űrhajó lett a történelemben, amely sikerrel jutott el a Holdig, majd tért vissza onnan.

## Fontosabb ember nélküli, automata űreszközök elsőségei, rekordjai
| Hatókör                                             | Űrhajó                                                    | Esemény | Ország                         | Dátum                            |
| --------------------------------------------------- | --------------------------------------------------------- | --- | ------------------------------ | -------------------------------- |
| Föld                                                | MW 18014 (A-4(V-2))                                       | Az első rakéta, amely elérte a világűrt egy szuborbitális repülésen | Nemzetiszocialista Németország | 1944. június 20.                 |
| Föld                                                | V-2 No. 20                                                | Az első élőlények – muslicák – elérik a világűrt egy szuborbitális repülésen és túlélik a repülést | USA                            | 1947. február 20.                |
| Föld                                                | V-2 No. 47                                                | Az első emlősállat – Albert II, egy rézuszmajom – szuborbitális repülésen. Az állat elpusztul a visszatéréskor az ejtőernyő hibája miatt. | USA                            | 1948. június 14.                 |
| Föld                                                | R-1V                                                      | Az első kutyák – Cigin és Gyezik – repülése az űrben egy szuborbitális repülésen, amelyek túlélik a repülést | Szovjetunió                    | 1951. július 22.                 |
| Föld                                                | Szputnyik–2                                               | Az első állat – Lajka kutya – Föld körüli pályán | Szovjetunió                    | 1957. november 3.                |
| Föld                                                | Vanguard–1                                                | A legrégebbi műhold felbocsátása, amely még ma is Föld körüli pályán kering (a rakéta végfokozatához kapcsolva). A számítások szerint 240 évig marad pályán, bár a rádiókapcsolat 1964. májusában elveszett vele. | USA                            | 1958. március 17.                |
| Föld                                                | Luna–1                                                    | Az első űrszonda, amely elhagyta a Föld gravitációs mezejét | Szovjetunió                    | 1959. január 4.                  |
| Hold                                                | Luna–1                                                    | Az első szonda eléri a Holdat és elrepül mellette 5995 km-es távolságban | Szovjetunió                    | 1959. január 4.                  |
| Nap                                                 | Luna–1                                                    | Az első űreszköz, amely Nap körüli pályára áll | Szovjetunió                    | 1959. január 4.                  |
| Hold                                                | Luna–2                                                    | Egy űreszköz először éri el a Holdat és csapódik bele a felszínébe | Szovjetunió                    | 1959. szeptember 14.             |
| Hold                                                | Luna–3                                                    | Egy űreszköz az első képeket közvetíti a Hold túlsó oldaláról | Szovjetunió                    | 1959. október 7.                 |
| Föld                                                | Discoverer–13                                             | Az első műhold, amely visszatér a Föld körüli pályáról | USA                            | 1960. augusztus 11.              |
| Föld                                                | Korabl-Szputnyik–2                                        | Az első élőlények – Bjelka és Sztrelka kutya –, akik visszatérnek Föld körüli pályáról és túlélik a repülést | Szovjetunió                    | 1960. augusztus 19.              |
| Föld                                                | Mercury–Redstone–2                                        | Az első emberszabású repülése, Ham a csimpánz személyében. | USA                            | 1961. január 31.                 |
| Vénusz                                              | Venyera–1                                                 | Egy űrszonda először repül el a Vénusz bolygó mellett, kb. 100 000 km-es távolságban (a rádiókapcsolat még előzőleg elveszett a szondával) | Szovjetunió                    | 1961. május 19.                  |
| Hold                                                | Ranger–4                                                  | Az első űreszköz, amely a Hold túlsó oldalán csapódik be. | USA                            | 1962. április 26.                |
| Vénusz                                              | Mariner–2                                                 | Az első olyan bolygó mellett elrepülése, amely rádiókapcsolattal és teljes értékű, működő műholddal történik (a távolság a Vénusztól 34 762 km). | USA                            | 1962. december 14.               |
| Föld                                                | Lincoln Kalibrációs Gömbműhold                            | A legrégebbi műhold, amelyet még ma is használunk | USA                            | 1965. május 6.                   |
| Mars                                                | Mariner–4                                                 | Az első elrepülés a Mars bolygó mellett (9846 km-es távolságban), egyben ekkor készülnek az első fényképek egy másik bolygóról | USA                            | 1968. július 14.                 |
| Hold                                                | Luna–9                                                    | Az első sima leszállás a Holdon és az első fényképfelvételek közvetítése a holdfelszínről. | Szovjetunió                    | 1966. február 3.                 |
| Föld                                                | Koszmosz–110                                              | Az első növénymagok, amelyeket a világűrben csíráztattak | Szovjetunió                    | 1966. február 22.                |
| Vénusz                                              | Venyera–3                                                 | Az első becsapódó szonda a bolygó felszínén | Szovjetunió                    | 1966. március 1.                 |
| Hold                                                | Luna–10                                                   | Az első keringő szonda az égitest körül | Szovjetunió                    | 1966. április 3.                 |
| Dokkolás                                            | Koszmosz–186, Koszmosz–188                                | Az első automatikus dokkolás ember nélküli űreszközök között | Szovjetunió                    | 1967. október 30.                |
| Hold                                                | Surveyor–6                                                | Az első tervezett, irányított felszállás egy másik égitest felszínéről | USA                            | 1967. november 17.               |
| Hold                                                | Zond–5                                                    | Első alkalommal kering egy űreszköz a Hold körül, majd tér onnan vissza a Földre Első alkalommal keringenek állatok a Hold körül | Szovjetunió                    | 1968. szeptember 15.             |
| Hold                                                | Luna–16                                                   | Az első automata szondával végzett mintavétel | Szovjetunió                    | 1970. szeptember 24.             |
| Hold                                                | Luna–17                                                   | Az első robotholdjáró, a Lunohod–1 | Szovjetunió                    | 1970. november 17.               |
| Vénusz                                              | Venyera–7                                                 | Az első sima leszállás egy másik bolygó felszínén | Szovjetunió                    | 1970. december 15.               |
| Föld                                                | Szaljut–1                                                 | Az első űrállomás Föld körüli pályán | Szovjetunió                    | 1971. április 19.                |
| Mars                                                | Mariner–9                                                 | Az első keringő szonda a Mars körül | USA                            | 1971. november 14.               |
| Mars                                                | Marsz–2                                                   | Az első szonda, amelyik eléri a marsfelszínt (becsapódik) | Szovjetunió                    | 1971. november 27.               |
| Mars                                                | Marsz–3                                                   | Az első sima leszállás a marsfelszínen. Felépült a telemetriai kommunikációs kapcsolat, amely aztán 20 másodperccel később végleg megszakadt | Szovjetunió                    | 1971. december 2.                |
| Nap                                                 | Pioneer–10                                                | Az első űreszköz, amely eléri a Napoz viszonyított második kozmikus sebességet. | USA                            | 1972. március 3.                 |
| Jupiter                                             | Pioneer–10                                                | Az első szonda repül el a Jupiter bolygó mellett, 132 000 km-es távolságban | USA                            | 1973. december 4.                |
| Merkúr                                              | Mariner–10                                                | Az első elrepülés a Merkúr bolygó mellett 703 km-es távolságban | USA                            | 1974. március 29.                |
| Vénusz                                              | Venyera–9                                                 | Az első keringő szonda a Vénusz bolygó körül Az első felszíni fénykép felderítés egy idegen bolygó felszínéről | Szovjetunió                    | 1975. október 22.                |
| Mars                                                | Viking–1                                                  | A Mars bolygó felszínének első fényképfelderítése | USA                            | 1976. július 20.                 |
| Szaturnusz                                          | Pioneer–11                                                | Az első elrepülés a Szaturnusz bolygó mellett 21 000 km-es távolságban | USA                            | 1979. szeptember 1.              |
| Vénusz                                              | Venyera–13                                                | Az első hangfelvétel egy másik bolygóról | Szovjetunió                    | 1982. március 1.                 |
| Űrállomás Föld körüli pályán                        | Szojuz T–5, Szaljut–7                                     | Első alkalommal borul virágba a világűrben egy felvitt növény, a lúdfű | Szovjetunió                    | 1982. július 1.                  |
| A Naprendszer Neptunuszon túl régiója               | Pioneer–10                                                | Az első űrhajó, amely túlhalad a Neptunusz, a legtávolabbi Naptól számított nagybolygó pályáján | USA                            | 1983. június 13.                 |
| Vénusz                                              | Vega–1                                                    | Az első héliumballon szerkezetú szonda a bolygó légkörében Az első repülés egy bolygó másik légkörében (ide nem számítva légkörön át való leszállásokat) | Szovjetunió                    | 1985. június 11.                 |
| Giacobini-Zinner üstökös                            | International Cometary Explorer (ICE)                     | Az első átrepülés egy üstökös csóváján (fényképek készítése nélkül) 7800 km távolságban a magtól | USA                            | 1985. szeptember 11.             |
| Uránusz                                             | Voyager–2                                                 | Az első elrepülés az Uránusz bolygó mellett 81 500 km-es távolságban | USA                            | 1986. január 24.                 |
| Halley-üstökös                                      | Vega–1                                                    | Az első üstökös melletti elrepülés, amikor fényképfelvételek is készülnek 8890 km-es távolságból | Szovjetunió                    | 1986. március 6.                 |
| Föld                                                | Mir Központi Modul, Kvant–1                               | Az első modulrendszerű űrállomás | Szovjetunió                    | 1987. április 9.                 |
| Föld                                                | Buran                                                     | Az első teljesen automatikus repülés Föld körüli pályán egy űrrepülőgéppel, majd leszállás egy repülőtéri kifutópályán | Szovjetunió                    | 1988. november 15.               |
| Phobos                                              | Phobos 2                                                  | Az első elrepülés a Mars holdja mellett 860 km-es távolságban | Szovjetunió                    | 1989. február 21.                |
| Neptunusz                                           | Voyager–2                                                 | Az első elrepülés a Neptunusz mellett 40 000 km-es távolságban | USA                            | 1989. augusztus 25.              |
| 951 Gaspra                                          | Galileo                                                   | Az első aszteroida melletti közelrepülés 1600 km-es távolságban | USA                            | 1991. október 29.                |
| Jupiter                                             | Galileo                                                   | Az első Jupitert érés (becsapódás) | USA                            | 1995. december 7.                |
| Jupiter                                             | Galileo                                                   | Az első keringő szonda a Jupiter bolygó körül | USA                            | 1995. december 8.                |
| Mars                                                | Mars Pathfinder                                           | Az első automata marsjáró, a Sojourner | USA                            | 1997. július 4.                  |
| 433 Eros                                            | NEAR Shoemaker                                            | Az első aszteroida körül keringő űrszonda | USA                            | 2000. február 14.                |
| 433 Eros                                            | NEAR Shoemaker                                            | Az első sima leszállás egy aszteroida felszínén | USA                            | 2001. február 12.                |
| Szaturnusz                                          | Cassini keringőegység                                     | Az első keringő űrszonda a Szaturnusz körül | ESA · USA · Olaszország        | 2004. július 1.                  |
| Nap (Napszél)                                       | Genesis                                                   | az első napszél minta visszahozatal a Hold pályáján túlról | USA                            | 2004. szeptember 8.              |
| Titan                                               | Huygens szonda                                            | Az első sima leszállás a Titán holdon | ESA USA                        | 2005. január 14.                 |
| Tempel 1 üstökös                                    | Deep Impact                                               | Az első becsapódó szonda | USA                            | 2005. július 4.                  |
| 25143 Itokawa                                       | Hajabusza                                                 | Az első leszállás egy aszteroidán Az első bolygóközi ereszkedés úgy, hogy nincs kibocsátva leszállótalp | Japán                          | 2005. november 19.               |
| 81P/Wild                                            | Stardust                                                  | Az első mintavétel egy üstökösön | USA                            | 2006. január 15.                 |
| Föld                                                | Voyager–1                                                 | A legnagyobb elért távolság a Földtől 23 884 274 000 km, 159,66 AU A legnagyobb elért távolság a Naptól 23 998 537 000 km, 160,42 AU | USA                            | 2023. július 1.                  |
| Naprendszer                                         | Voyager–2                                                 | A leghosszabb folyamatos működésű űrszonda (1977 augusztusa óta). | USA                            |                                  |
| Hold                                                | Moon Impact Probe                                         | Víz jelenlétének felfedezése a Holdon egy becsapódó leszállást által. | India                          | 2008. november 14.               |
| Naprendszer, Földtől a Vénuszhoz vezető pályán      | IKAROS                                                    | az első bolygóközi napvitorlás | Japán                          | 2010. június 10. (vitorlabontás) |
| 25143 Itokawa                                       | Hajabusza                                                 | Az első minta visszahozatal egy aszteroidáról | Japán                          | 2010. június 13.                 |
| Merkúr                                              | MESSENGER                                                 | Az első keringőegység a Merkúr bolygó körüli pályán | USA                            | 2011. március 17.                |
| Föld (Nap-Föld L2 Lagrange-pont                     | Csang-o–2                                                 | Az első űreszköz, amely elér egy Lagrange-pontot közvetlenül Hold körüli pályáról | Kína                           | 2011. augusztus 25.              |
| Föld, Nemzetközi Űrállomás                          | SpaceX Dragon 1                                           | Az első automata kereskedelmi űrhajó, ami kikötött az ISS-en | USA                            | 2012. május 25.                  |
| Csillagközi tér                                     | Voyager–1                                                 | Az első űreszküz, amely átlépi a heliopauzát, ezzel kilép a helioszférából és belép a csillagközi térbe. | USA                            | 2012. augusztus 25.              |
| 4179 Toutatis                                       | Csang-o–2                                                 | Először ér el űrszonda egy égitestet egy Nap-Föld Lagrange-pontból Az első szonda, amely ugyanazon repülésen tanulmányozza a Holdat és egy aszteroidát | Kína                           | 2012. december 13.               |
| 67P/Csurjumov–Geraszimenko                          | Rosetta                                                   | Az első keringő egység egy üstökös körül | ESA                            | 2014. augusztus 6.               |
| 67P/Csurjumov–Geraszimenko                          | Philae                                                    | Az első sima leszállás egy üstökösön | ESA                            | 2014. november 12.               |
| Ceres                                               | Dawn                                                      | Az első keringő szonda egy törpebolygó körül. | USA                            | 2015. március 6.                 |
| Mars                                                | Opportunity                                               | A legnagyobb megtett távolság egy másik bolygó felszínén (42,2 km = egy földi maraton távolsága) | USA                            | 2015. március 23.                |
| Merkúr                                              | MESSENGER                                                 | Az első becsapódásos leszállás a Merkúr bolygón | USA                            | 2015. április 30.                |
| Pluto                                               | New Horizons                                              | Az első közelrepülés a Plutohoz és a Charon, a Nix, a Hydra, a Kerberos és a Styx holdakhoz Az első közelképek a Pluto-rendszerről és a Pluto, valamint a Charon felszínéről A Kuiper-öv első vizsgálatai | USA                            | 2015. július 14.                 |
| Naprendszer a régi, 9 bolygós IAU definíció szerint | Az Egyesült Államok űrhajói, beleértve a New Horizonst is | A New Horizons Pluto melletti elrepülésével az Egyesült Államok az első nemzet, amelynek űrszondái mind a – 2006 előtti bolygódefiníció szerinti – kilenc bolygót meglátogatták a Naprendszerben | USA                            | 2015. július 14.                 |
| Föld                                                | Falcon 9H-IIA-202                                         | A legrövidebb időintervallum két Föld körüli pályára történő felbocsátás között (72 másodperc különbséggel). | USA\| Japán                    | 2017. december 23.               |
| Naprendszer, heliocentrikus pálya                   | Tesla Roadster a Falcon Heavy tesztrepülésén              | Az első sikeres repülés az alacsony Föld körüli pályán túlra, amely a rakéta szűzfelszállásakor történik | USA                            | 2018. február 6.                 |
| Hold                                                | Csang-o–4                                                 | Az első leszállás a Hold túlsó oldalán | Kína                           | 2019. január 3.                  |
| 101955 Bennu                                        | OSIRIS-REx                                                | A legkisebb – 492 m átmérőjű – égitest , amely köré valaha pályára állt – 680 m magasan – űreszköz | USA                            | 2019. június 12.                 |
| Hold                                                | Csang-o–5                                                 | Az első automatikus űrrandevú és összekapcsolódás között Hold körüli keringésben (és egyben bármilyen más, a Föld körüli pályától különböző égitest körül) | Kína                           | 2020. december 5.                |
| Hold                                                | Csang-o–5                                                 | Az első automatikus rakomány átrakás Hold körüli pályán | Kína                           | 2020. december 5.                |
| Mars                                                | Ingenuity                                                 | Az első irányított, hajtóműves repülés egy helikopterrel egy másik bolygón | USA                            | 2021. április 19.                |
| Hold                                                | Chandrayaan-3                                             | Az első sima leszállás a Hold déli sarki régiójában | India                          | 2023. augusztus 23.              |
| Föld                                                | Falcon 9 (B1058)                                          | A legtöbb fel és leszállás egyetlen rakétafokozat által: 18. | USA                            | 2023. november 4.                |
| Nap                                                 | Parker napszonda                                          | Az űreszköz által elért legnagyobb Naphoz mért relatív sebesség: 176 km/s (635 000 km/h).Sablon:Update after A Nap megközelítése a legkisebb távolságra: 0.049 AU (7 260 000 kilométer) Az űrszonda folytatni fogja az ereszkedését a Nap felett egy újabb Vénusz hintamanővert követően, amikor is 2024-ben a számítások szerint 9,86 napsugárnyi (6 900 000 km távolságba kerül a Nap felszínétől, miközben a sebessége eléri a 191,78 km/s (690 000 km/h-át, amikor is – leszámítva az üstökösöket, a szonda lesz a Naprendszer leggyorsabban mozgó objektuma,megelőzve 2005 HC4 aszteroidát is. | USA                            | 2023. szeptember 27.             |